# Хекари Юнайтед
«Хекари Юнайтед» (англ. PRK Hekari United) — футбольный клуб из города Порт-Морсби, Папуа — Новая Гвинея. Самый титулованный клуб Папуа-Новой Гвинеи. В сезоне 2009/10 клуб стал победителем Лиги чемпионов ОФК, обыграв в финале новозеландский «Уайтакере Юнайтед» с общим счётом 4:2. «Хекари Юнайтед» разгромил соперника в домашнем матче 3:0, а в гостевом добился приемлемого результата 1:2. В 2010 году клуб представлял ОФК на клубном чемпионате мира. Уступив в 1/8 клубу представляющем хозяев Аль-Вахда со счетом 0:3 выбыл из турнира.

## История
Клуб был основан в 2003 году предпринимателем Джоном Капи-Натто. До 2007 года назывался «Саутс Юнайтед» (англ. PRK Souths United).

## Достижения
- Лига чемпионов ОФК
  -  Чемпион (1) — 2009/10
- Чемпионат Папуа — Новой Гвинеи по футболу
  -  Чемпион (8) — 2006, 2007/2008, 2008/09, 2009/2010, 2010/2011, 2011/12, 2013, 2014
  -  Серебро (1) — 2015/16

## Состав
Состав на Лига чемпионов ОФК 2015/2016:
Примечание: Флаги указываются, так как игрок может иметь более одного гражданства по правилам ФИФА.
| №  |                      | Позиция | Игрок                 |
| -- | -------------------- | ------- | --------------------- |
| 1  | Папуа — Новая Гвинея | Вр      | Лесли Калай           |
| 2  | Папуа — Новая Гвинея | Защ     | Даниель Джо           |
| 3  | Папуа — Новая Гвинея | Защ     | Отто Кусунан          |
| 5  | Фиджи                | Защ     | Ремуеру Текиате       |
| 6  | Фиджи                | Защ     | Пита Болатога         |
| 7  | Вануату              | ПЗ      | Джон Алик             |
| 8  | Папуа — Новая Гвинея | ПЗ      | Папалау Авеле         |
| 9  | Папуа — Новая Гвинея | Нап     | Каро Ила              |
| 10 | Соломоновы Острова   | Нап     | Тутизама Танито       |
| 11 | Фиджи                | Нап     | Элкингтон Моливакаруа |
| 12 | Папуа — Новая Гвинея | ПЗ      | Дэвид Мута ()         |
| 13 | Папуа — Новая Гвинея | Нап     | Томми Семми           |

| №  |                      | Позиция | Игрок            |
| -- | -------------------- | ------- | ---------------- |
| 14 | Папуа — Новая Гвинея | ПЗ      | Эммануэль Саймон |
| 16 | Папуа — Новая Гвинея | Защ     | Джереми Ясаса    |
| 17 | Папуа — Новая Гвинея | ПЗ      | Вира Вама        |
| 19 | Папуа — Новая Гвинея | Защ     | Кориак Упаига    |
| 20 | Папуа — Новая Гвинея | Вр      | Исмаель Поул     |
| 21 | Вануату              | ПЗ      | Бэрри Мансале    |
| 23 | Соломоновы Острова   | ПЗ      | Джозес Наво      |
| 24 | Соломоновы Острова   | ПЗ      | Маттиас Иани     |
| 25 | Папуа — Новая Гвинея | Защ     | Феликс Комолонг  |
| 26 | Папуа — Новая Гвинея | Защ     | Сэм Кэмпбелл     |
| 27 | Соломоновы Острова   | Нап     | Гагаме Фени      |

## Руководство и тренерский штаб
| Должность                 | Имя          |
| ------------------------- | ------------ |
| Главный тренер            | Джерри Аллен |
| Помощник главного тренера | Джерри Сэм   |
| Тренер вратарей           | Пол Исоруа   |
| Менеджер                  | Вонни Этеаки |
| Медиа-офицер              | Дэвид Касенг |
| РR-офицер                 | Стэнли Ханна |